# Mytwa (przystanek kolejowy)
Mytwa (biał. Мытва, ros. Мытва) – przystanek kolejowy w miejscowości Rudnia, w rejonie mozyrskim, w obwodzie homelskim, na Białorusi. Leży na linii Żłobin - Mozyrz - Korosteń.
Nazwa pochodzi od przepływającej w pobliżu rzeki Mytwy.